# Купание Психеи
«Купание Психеи» (англ. The Bath of Psyche) — картина, написанная британским художником-академистом Фредериком Лейтоном, написанная маслом на холсте и впервые выставленная в 1890 году. Ныне полотно хранится в лондонской Британской галерее Тейт.

## Описание
На картине изображена раздевающаяся для купания Психея, которая готовится к приходу Амура. Она полностью поглощена приятным созерцанием самой себя, так её нарциссизм подчёркивается её отражением в неподвижной глади воды.
Тема купальщицы и безупречный рисунок свидетельствуют о влиянии на работу творчества Энгра, особенно таких его работ, как «Источник». Поза Психеи с поднятыми руками, обнажающими её тело, была вдохновлена знаменитой греко-римской статуей Венеры Каллипиги, которую Лейтон видел и восхищался ей в неаполитанском Музее Каподимонте.

## Сюжет
Миф об Амуре и Психее был популярным сюжетом среди писателей и художников второй половины XIX века. Он был впервые изложен Апулеем в романе «Метаморфозы».
Психея жила в золотом дворце Амура, бога любви, который каждую ночь посещал её спальню, чтобы возлечь с ней под покровом темноты, не раскрывая своей божественной сущности. Лейтон запечатлел на картине момент, когда Психея раздевается, чтобы искупаться перед посещением Амура, и рассматривает своё отражение.

## История

### Панно (1887)
«Купание Психеи» была навеяна, по словам критика Мариона Спильмана, картиной на «ноже для бумаги», как назвал её сам Лейтон. Он написал её для настенной ширмы Лоуренса Альма-Тадемы.
Лейтон входил в группу из примерно 45 художников, приглашённых Альма-Тадемой для помощи в украшении атриума его дома на Гроув-Энд-роуд, в лондонском районе Сент-Джонс-Вуд. Каждому из художников было поручено украсить для «Зала панелей» (англ. The Hall of Panels) своей работой узкую панель высотой 32 дюйма и шириной от 2,5 до 8 дюймов.
Трудность поиска темы для изображения на узкой панели была шутливо обыграна самим Лейтоном, после того, как Альма-Тадема прислал ему её размеры. Через несколько дней после этого, они встретились за ужином в доме их общего друга. Они сидели прямо напротив друга, и Лейтон, взяв в руки длинный десертный нож с узким лезвием, обратился к своему коллеге по искусству и спросил: «Дорогой мой Тадема, какого рода предмета вы ожидаете от меня, который был бы изображён на этом?».

### Картина (1890)

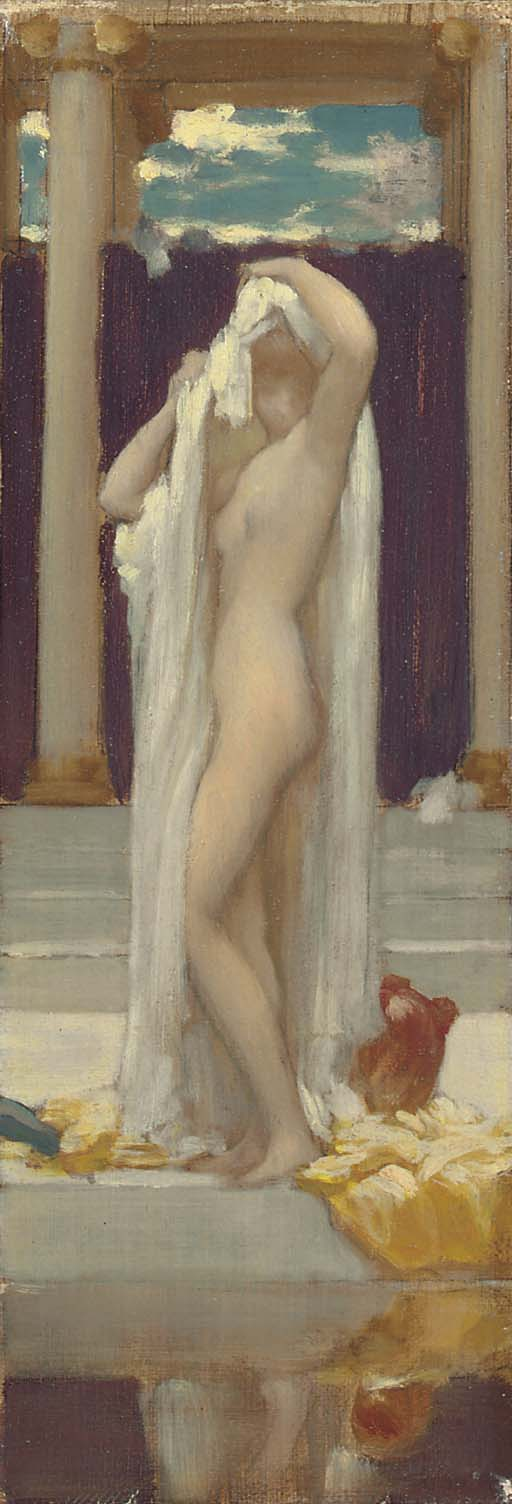
Набросок к картине (26,7 x 8,9 см)

Нехватка места на панели для дома Альма-Тадемы объясняет своеобразный характер исходной композиции «Купания Психеи». Тем не менее, когда Лейтон решил перенести её на холст, он убрал большую часть изображений водной поверхности с отражением Психеи и добавил ряд мраморных колонн, чтобы расширить пространство. Картина получилась почти вдвое шире исходного панно.
В 1890 году «Купание Психеи» была выставлена в Королевской академии художеств. Критик журнала The Spectator оставил похвальный отзыв о ней:
 
…Мы можем восхищаться её красивыми, изящными линиями, и чудесным чистым цветом занавеса и неба, золота и меди, и решительной рукой, которая нарисовала это тело так просто и так нежно.
«Купание Психеи» принесло Лейтону народную славу, и, вероятно, она воспроизводилось гораздо чаще, чем любая другая его работа при жизни. Она была приобретена на условиях «Завещания Чантри» и вошла в коллекцию галереи Тейт.